# Juan Lebrón Sánchez
Juan Lebrón Sánchez (Antequera, España, 1953) es un productor de cine y televisión que ha triunfado a nivel internacional como impulsor de películas y documentales rodados en Andalucía principalmente sobre la cultura popular de Andalucía. 'Sevillanas' ganó la Rose d'Or y la Rosa de Plata en el Festival de la Rose d'Or de Montreux, y 'Flamenco' está considerada la obra maestra audiovisual sobre el arte flamenco. También ha sido premiado por la serie de televisión 'Andalucía es de cine'.

## Biografía

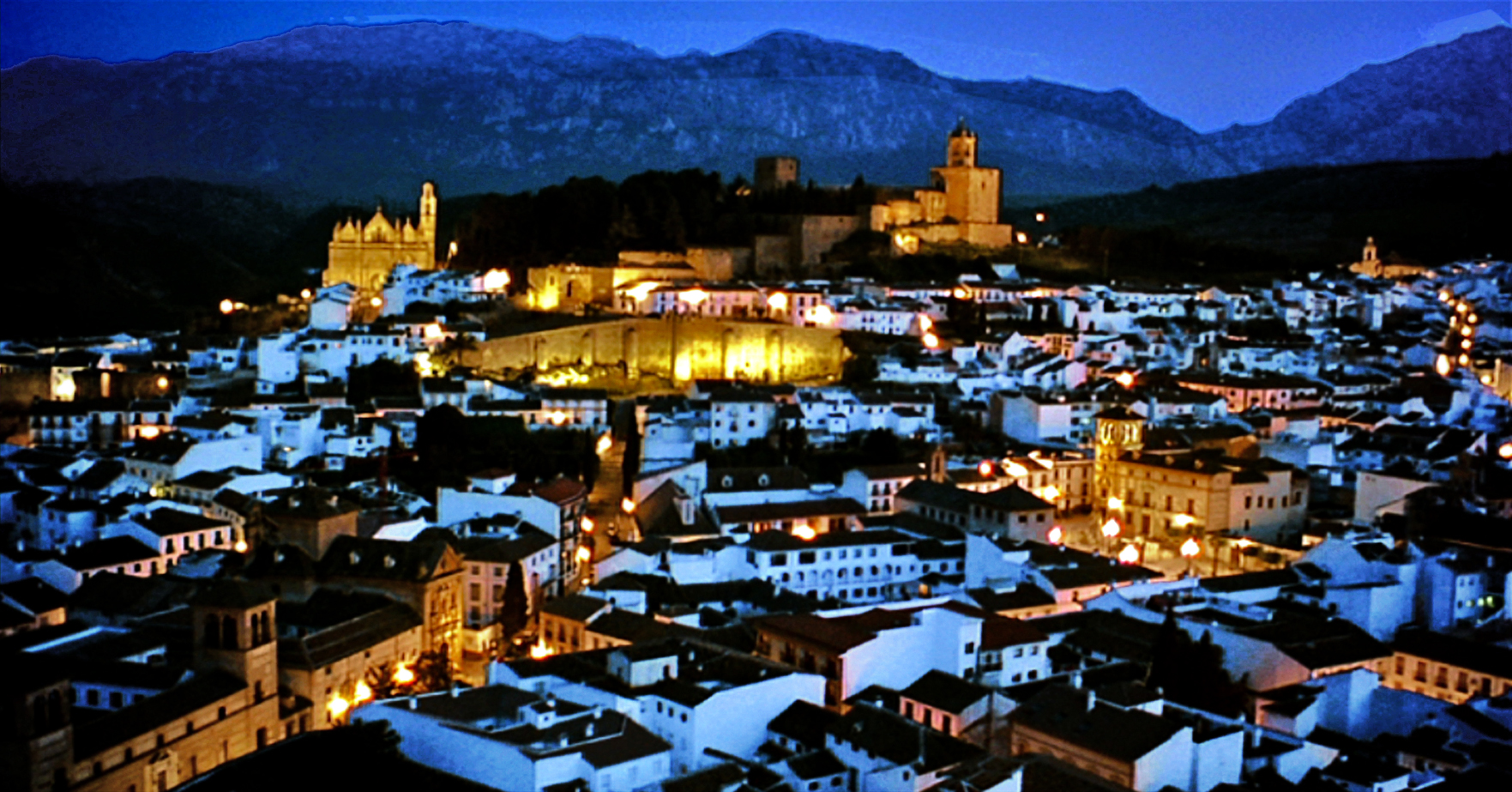
Antequera

Nacido en la localidad malagueña de Antequera en 1953, es, desde 1975, un profesional de los medios audiovisuales que ha triunfado a nivel internacional como productor de películas y documentales que, desde el punto de vista narrativo, tienen como nexo de unión la sublimación de Andalucía y los valores universales de su cultura popular. Entre los numerosos galardones internacionales que han premiado sus proyectos cinematográficos, cabe destacar que es el único productor independiente español de cine y televisión que ha ganado la Rose d'Or y la Rosa de Plata, máximos galardones del Festival de la Rose d'Or de Montreux (Suiza), considerados los premios Emmy europeos, concedidos por 'Sevillanas', que además fue una de las tres finalistas en los Premios Emmy de la Academy of Television Arts & Sciences de Estados Unidos.
Está unido al cine desde su infancia, pues en su localidad natal, Antequera, su padre era el operador de los cines Torcal de Antequera, Delicias y Salón Roda que quedó destruido por un incendio, como sucede en el argumento de la película 'Cinema Paradiso' Cinema Paradiso, de Giuseppe Tornatore rodada en 1988.

### Inicios como cámara de televisión

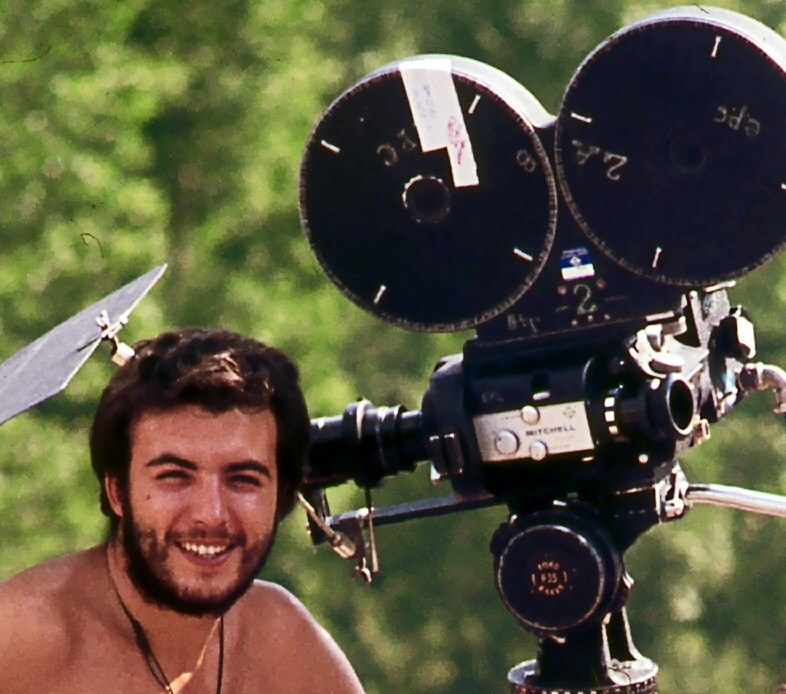
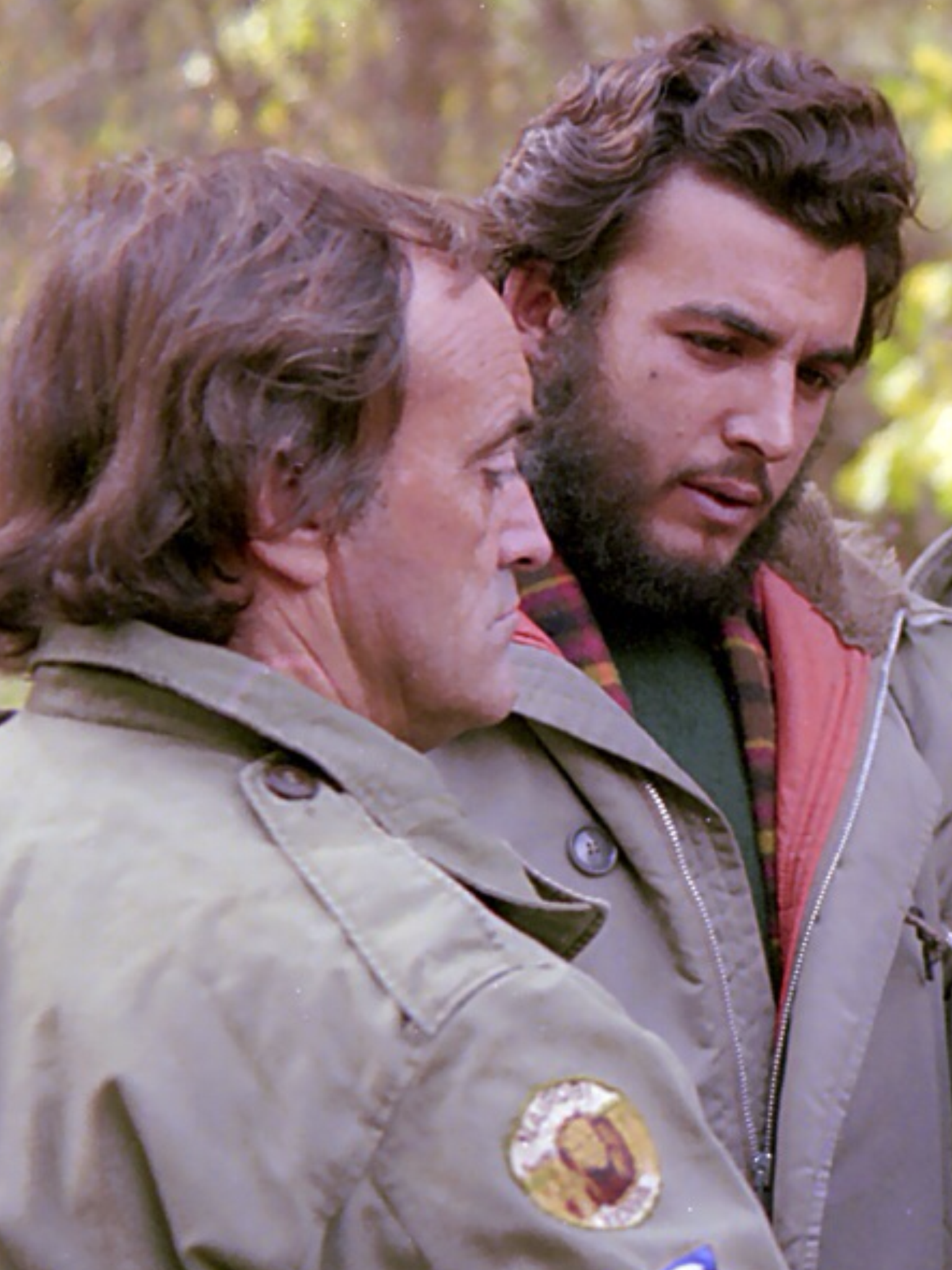
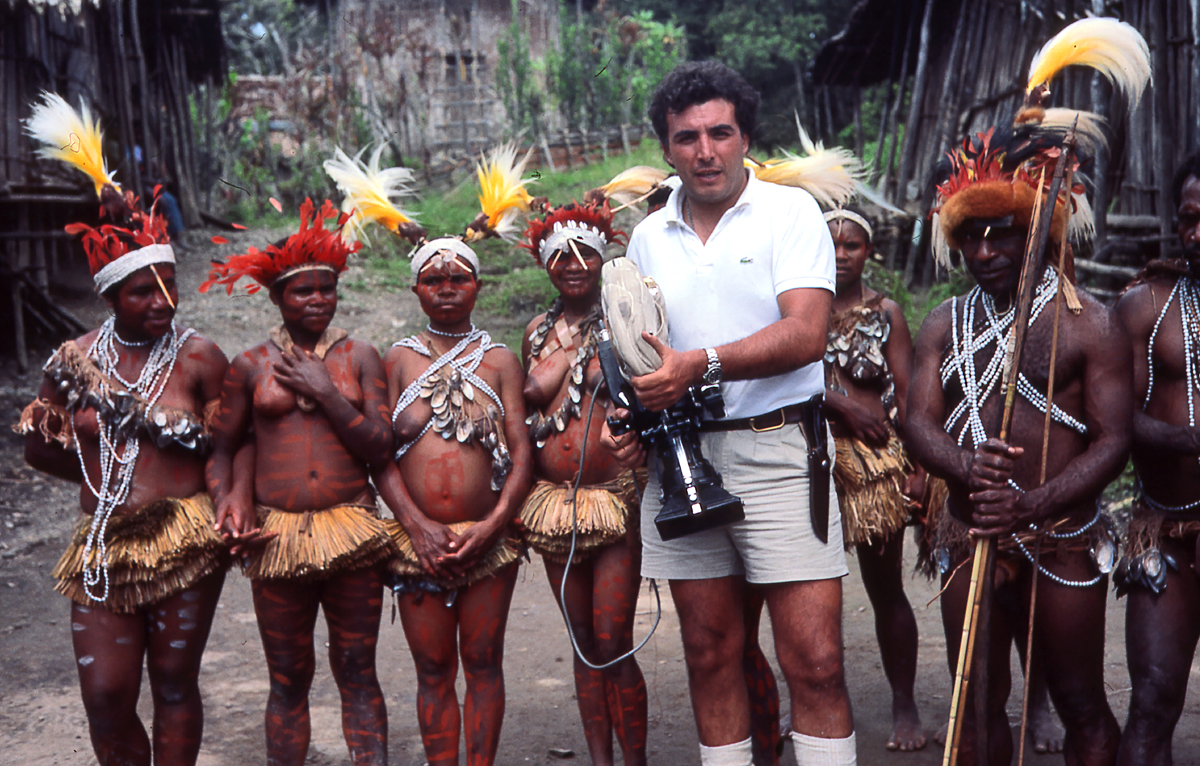

En 1973 se inicia en el mundo de la fotografía en Londres y en 1975 trabaja en Cifra Gráfica y Cosmo Press. En los primeros años de su carrera, entre 1975 y 1980, trabajó como cámara en Televisión Española (TVE) y formó parte del equipo de cámaras que afrontaron con éxito los rodajes de la serie de documentales de naturaleza más importante de la historia audiovisual española: El Hombre y la Tierra, creada y dirigida por el naturalista Félix Rodríguez de la Fuente. Juan Lebrón también se inició como cámara en el género de ficción trabajando en el rodaje de Verano azul, de Antonio Mercero, la serie más popular y más repuesta de todas las producidas por TVE.
Posteriormente, Juan Lebrón pasa a residir durante cinco años en Estados Unidos para ampliar su formación a la par que trabajar para productoras norteamericanas. Durante ese periodo, reside principalmente en las ciudades de Denver, Los Ángeles y Nueva York. Realiza cursos en la Universidad de California UCLA, en el American Film Institute, en The Academy of Motion Pictures Arts and Sciences, The New York University y The New School. Trabaja en West Wind Productions (Boulder, Colorado), en New Wilderness Productions (Los Ángeles) y en la cadena televisiva NBC en Denver.
De vuelta a TVE, y hasta 1986, trabaja en series de programas documentales de calidad y prestigio como El arte de vivir, de temas culturales y dirigida por Luis Calvo Teixeira, y Otros pueblos, de etnias y culturas indígenas desde un punto de vista antropológico, dirigida por Luis Pancorbo.

### Comienza su etapa como productor
En 1987 inicia su actividad como productor, creando en Sevilla la sede de su productora. Su meta está bien definida: contribuir al desarrollo de los medios audiovisuales de Andalucía desde una perspectiva de calidad y competitividad internacionales, por medio de la colaboración con empresas y profesionales de prestigio mundial.
Ese fondo documental comenzó al asumir la producción de la imagen anterior a la Exposición Universal de Sevilla 1992, y la producción de documentales que divulgaran a nivel internacional la envergadura de un acontecimiento que revitalizó la organización de ese tipo de eventos.
En abril de 2021 es noticia por un comunicado de Canal Sur Televisión sobre unas polémicas declaraciones del propio Juan Lebrón.

### Producciones de éxito internacional
Dio el salto para iniciar la producción de un ciclo de películas sobre temática andaluza. En 1992, durante la celebración de la Expo'92 de Sevilla, estrenó 'Sevillanas', con dirección de Carlos Saura, y 'Semana Santa', con dirección de Manuel Gutiérrez Aragón. El éxito de ambas, aunando una perspectiva documental y un planteamiento artístico sin precedentes para emocionar con el folclore, con la religiosidad popular, con el paisaje urbano, se vio acrecentado con su siguiente producción, 'Flamenco', estrenada en 1995 en el Festival de Cine de Venecia, y en la que contó con la decisiva labor creativa y técnica de Vittorio Storaro, uno de los mejores directores de fotografía del cine mundial, ganador de tres Oscar. 'Flamenco' está considerada la mejor creación audiovisual sobre la cultura musical más autóctona de Andalucía y que tiene el rango de Patrimonio Inmaterial de la Humanidad, concedido por la Unesco.
Juan Lebrón ha marcado un antes y un después en la producción audiovisual desde Andalucía y sobre Andalucía. Su catálogo de producciones incluye 'El Torcal de Antequera', 'Sevillanas', 'Semana Santa', 'Flamenco', 'Andalucía es de Cine', 'Andalucía espacio natural', 'Andalucía es Cultura', 'Andalucía del Mediterráneo y Atlántico', 'Sevilla Clásica','Andalucía Siempre', 'Andalucía Sur de España', 'Cádiz Faro de Europa', 'Andalucía Verde' que se estrenará próximamente y 'Andalucía Monumental' en producción. Televisiones de más de 70 países han emitido con éxito las producciones de Juan Lebrón. Incluidas cadenas de primer nivel mundial como la BBC británica y la NHK japonesa. La suma de las audiencias de todas las emisiones de dichas creaciones audiovisuales se calcula que sobrepasan los 250 millones de espectadores. De su edición en VHS o en DVD se han vendido cerca del millón y medio de unidades.

### Artistas y técnicos en sus producciones de cine y televisión
Los criterios de producción siempre se basan en la combinación de medios técnicos muy sofisticados para los diversos tipos de rodaje y para los tratamientos de posproducción, y en la implicación de profesionales de primer nivel. Desde cineastas como Carlos Saura, Manuel Gutiérrez Aragón, José Luis Borau y Antonio J. Betancor, a directores de fotografía como Vittorio Storaro, José Luis Alcaine, Alfredo F. Mayo y Juan Amorós, montadores como José Salcedo y Pablo del Amo, músicos como Antón García Abril y Teddy Bautista, ingenieros de sonido como Ben Burnett y Eric Tomlinson, escritores como José Manuel Caballero Bonald, Carlos Villarrubia, productores ejecutivos como José López Rodero, técnicos de posproducción y coloristas/artistas como Michael Illingworth y Steven Murgatroyd. Los profesionales que ha aglutinado para vertebrar toda su filmografía incluyen a cámaras como Luis Berraquero y al fotógrafo José Morón y sobre todo a su gran colaborador en todas estas producciones el guionista Fernando Olmedo y a su director de producción en Londres Brian Harding. Así como los actores Paco Rabal, Juan Luis Galiardo, Kiti Manver, Juanjo Artero, Goya Toledo, Maribel Verdú, Pastora Vega, María Barranco y el actor inglés Robin Ellis, famoso por la serie Poldark.

### Patrimonio audiovisual y próximos proyectos
Juan Lebrón conserva los alrededor de 500.000 metros de negativos y que son la suma del material filmado para todas sus producciones audiovisuales sobre Andalucía. Todo ello constituye el fondo documental más importante filmado en cine en 35 mm., único soporte susceptible de ser transformado en la denominada súper alta definición 4K que existe en Europa sobre una sola región. Un banco de imágenes que favorecerá la proyección mundial de Andalucía y los andaluces.
La próxima producción de Juan Lebrón es la serie 'Andalucía Monumental', cuyo rodaje, montaje y posproducción se llevará a cabo a lo largo de 2015. Está concebida con una estructura de ocho capítulos, cada uno de 25 minutos de duración, y dedicado al patrimonio monumental de cada una de las ocho provincias andaluzas. 'Andalucía Monumental' afronta la necesidad de dotar a Andalucía de un patrimonio audiovisual que, desde la tecnología del presente, potencie el conocimiento de su patrimonio monumental. Eje clave de su identidad y factor de desarrollo tanto por sus valores culturales como por su repercusión turística. Tanto ahora como en el futuro, al estar rodada en el mejor soporte audiovisual posible multiplicará su radio de acción gracias a la creciente difusión y consumo de contenidos audiovisuales posicionados en internet.
Con 'Andalucía Monumental', Juan Lebrón cierra un ciclo de más de 25 años. Posteriormente, iniciará una etapa dedicada por completo a emprender la realización de producciones de ficción.

## Premios y reconocimientos
Entre los más de 30 premios acumulados destacan:
- Rosa de Oro y Rosa de Plata (Festival de Montreux)
- Nominación y segundo de los tres finalistas en los Emmy por 'Sevillanas' (Premios Emmy de la Academy of Television Arts & Sciences)
- Premio de la Sociedad General de Autores de España a 'Sevillanas' como el vídeo más vendido de la historia del cine español (SGAE)
- Mención especial de los Premios Ondas (Premios Ondas)
- Premio Andalucía de Artes Audiovisuales para Juan Lebrón (Consejería de Cultura de la Junta de Andalucía)
- Premio 28 de Febrero otorgado por el Consejo Asesor de RTVE-A a 'Andalucía es de cine' como el mejor programa de televisión de 2003 (Premio 28 de Febrero RTVE-A)
- Premio de la Asociación de Telespectadores de Andalucía a 'Andalucía es de cine' como el mejor programa de difusión andaluza (Premio ATEA)

## Filmografía
- 2015. Andalucía Monumental, dirigida y producida por Juan Lebrón. En producción.
- 2014. Andalucía Verde, dirigida y producida por Juan Lebrón
- 2013. Andalucía Siempre, dirigida y producida por Juan Lebrón
- 2007. Sevilla Clásica, dirigida y producida por Juan Lebrón
- 2003. Andalucía es de cine, serie de televisión dirigida por Manuel Gutiérrez Aragón y Juan Lebrón
- 1995. Flamenco, dirigida por Carlos Saura
- 1992. Sevillanas, dirigida por Carlos Saura
- 1992. Semana Santa, dirigida por Manuel Gutiérrez Aragón
- 1988. Sevilla Siempre, dirigida por José Luis Borau
- 1988. Por Querencia, serie de televisión para Canal Sur, 13 capítulos, dirigida por Paco Lobatón y producida por Juan Lebrón
- 1987 a 1991. Produce para la Exposición Universal de Sevilla Expo'92: 'Expo'92 en marcha', 'La Ciudad del Futuro', 'Curro', 'El nuevo sur', 'La pasión por descubrir' y 'Sevilla' entre otras, dirigidas por José Luis Borau y Javier Martín Domínguez
- 1986. El Torcal de Antequera, dirigido por Antonio J. Betancor

### Datos técnicos y equipos artísticos de sus producciones
2014
- Título: Andalucía Verde, serie de 8 capítulos y 32 microespacios para Canal Sur TV
- Soporte: Eastman Color 35mm
- Formato: 1:1,86
- Duración: 30 minutos cada capítulo y 2 minutos cada microespacio
- Producción: Juan Lebrón
- Dirección: Juan Lebrón
- Guion: Fernando Olmedo
- Montaje: José Salcedo
- Fotografía aérea: Luis Berraquero
- Fotografía: José Luis Alcaine y José Morón
- Sonido: Digital Dolby Stereo

2013
- Título: Andalucía Siempre, serie de 8 capítulos para televisión
- Soporte: Eastman Color 35mm
- Formato: 1:1,86
- Duración: 30 minutos cada capítulo
- Producción: Juan Lebrón
- Dirección: Juan Lebrón
- Realización: Roberto Serrano
- Guion: Fernando Olmedo
- Textos: Javier Martín Domínguez
- Presentación: Juanjo Artero
- Fotografía aérea: Luis Berraquero
- Fotografía: Juan Amorós, José Luis Alcaine y Alfredo F. Mayo
- Fotografía adicional. José Morón
- Sonido: Digital Dolby Stereo

2007
- Título: Sevilla Clásica
- Soporte: Eastman Color 35mm
- Formato: 1:1,86
- Duración: 37 minutos
- Producción: Juan Lebrón
- Dirección: Juan Lebrón
- Guion: Fernando Olmedo y Juan Lebrón
- Sonido: Digital Dolby Stereo

2003
- Título: Andalucía es de cine, serie de 250 capítulos
- Soporte: Eastman Color 35mm
- Formato: 1:1,86
- Duración: 2 minutos por capítulo
- Producción: Juan Lebrón
- Dirección: Manuel Gutiérrez Aragón y Juan Lebrón
- Guion: Fernando Olmedo, Manuel Gutiérrez Aragón y Juan Lebrón
- Textos: José Manuel Caballero Bonald
- Fotografía aérea: Luis Berraquero
- Fotografía: Juan Amorós, José Luis Alcaine y Alfredo F. Mayo
- Fotografía adicional. José Morón
- Montaje: Michael M. Valiente y Eneko Obieta
- Supervisión de montaje: José Salcedo
- Locución en español: Juan Luis Galiardo
- Locución en inglés: Robin Ellis
- Composición Digital: Michael Illingworth, Steven Murgatroyd, Gavin Mills y Ezequiel Laru
- Sonido: Digital Dolby Stereo
- Tratamiento digital: Flame, Dicreet Logic
- Laboratorios: Madrid Films
- Estudios de grabación: Cinearte y Four Sound Four
- Estudios de sonorización y mezclas: Alta Frecuencia
- Estudios de montaje y posproducción: La Punta del Diamante
- Producción en Londres: Brian Harding
- Además de una serie de 13 programas especiales, de 25 minutos de duración cada uno, dedicados en conjunto a cada provincia andaluza, a la costa atlántica, la mediterránea, Sierra Morena y las Béticas, el río Guadalquivir y las sierras meridionales narrados por la actriz Kiti Manver.

1995
- Título: Flamenco
- Soporte: Eastman Color Kodak 35mm
- Formato: 1:1,85
- Sonido: Dolby SRD
- Duración: 100 minutos
- Producción: Juan Lebrón
- Dirección: Carlos Saura
- Dirección de fotografía: Vittorio Storaro
- Guion: Carlos Saura
- Montaje: Pablo del Amo
- Dirección musical: Isidro Muñoz
- Diseño de producción: José López Rodero y Carlos Regidor
- Director de arte y de vestuario: Rafael Palmero
- Diseño de sonido: Chris Munro, Jesús Bola, Gerry Humphryes, Andrew Glen, Colin Wood, Gerry Humphreys, Michele Reynolds, Miguel Ángel Magüesín, Nick Lowe, Tim Summerhayes
- Intérpretes principales: Paco de Lucía, Manolo Sanlúcar, Enrique Morente, Lole y Manuel, La Paquera de Jerez, Merche Esmeralda, Joaquín Cortés, Carmen Linares, Manuel Moneo, Agujeta, Mario Maya, Paco Toronjo, Fernanda de Utrera, José Menese, María Pagés, José Mercé, Manuela Carrasco, Farruco, Chocolate, Farruquito, Israel Galván, Diego Carrasco, Juana la del Revuelo, Remedios Amaya, Aurora Vargas, La Macanita, Matilde Coral, Rancapino, Chano Lobato, Rafael Riqueni, Potito, Duquende, Belén Maya, El Grilo, Tomatito, Manzanita, Ketama, Carles Benavent, Moraíto Chico, Doctor Keli, Isidro Muñoz, Joaquín Amador, Antonio Toscano, Jorge Pardo, José Antonio Rodríguez, José Luis Ortiz Nuevo, José Manuel Cañizares, Juan Carlos Romero, Niño Jero, Paco del Gastor, Paco Jarana, Ramón Amador, Ramón de Algeciras, Martín Chico, Rubem Dantas, Fernando de la Morena, El Torta, El Barullo, Dieguito el de la Margara, El Mono, Sebastiana, Manuela Núñez, Antonio Carrión
- Estudios de grabación de músicas: Fleetwood Mobile (London) y Estudios Bola (Sevilla)
- Estudios de sonorización y mezclas: Twickenham Film Studios (London)
- Laboratorios: Technicolor Roma y Technicolor London

1992
- Título: Sevillanas
- Soporte y Formato: Cine 35mm. Panavision
- Duración: 45 minutos
- Productor Ejecutivo: Juan Lebrón
- Productora: Mercedes Alted
- Productor Asociado Londres: Brian Harding
- Director: Carlos Saura
- Asesores: Matilde Coral y José Manuel Caballero Bonald
- Director de fotografía: José Luis Alcaine
- Montador: Pablo García del Amo
- Diseño de sonido: Ben Burnett (Lucasfilm Los Angeles)
- Intérpretes: Las Corraleras de Lebrija, Grupo de baile de la escuela de Matilde Coral, Matilde Coral, Rafael el Negro, Rocío García Corrales, Manolo Sanlúcar, Merche Esmeralda, Paco Toronjo, Los Romeros de la Puebla, Lola Flores, Camarón de la Isla, Tomatito, Manuela Carrasco, Carlos Vilán, Paco de Lucía, Rocío Jurado y la Royal Philarmonic London Orchestra
- Sonido: Stereo Dolby S.R.: THX Sound System Program, Lucasfilm Ltd.
- Estudios de grabación de músicas: EMI Studios – Abbey Road Londres
- Estudios de sonorización y mezclas: Pinewood Studios Londres
- Laboratorios: Fotofilm Madrid, Fotofilm Barcelona, Technicolor Londres
- Títulos y efectos ópticos: R. Greenberg Ass. New York

1992
- Título: Semana Santa
- Soporte y formato: Cine 35mm. Panavision
- Duración: 41 minutos
- Productor Ejecutivo: Juan Lebrón
- Productora: Mercedes Alted
- Productor asociado Londres: Brian Harding
- Director: Manuel Gutiérrez Aragón
- Asesor: Carlos Colón
- Director de fotografía: José Luis Alcaine
- Montador: José Salcedo
- Diseño de sonido: Ben Burnett (Lucasfilm Los Angeles)
- Músicas: London Philarmonic Orchestra, dirigida por Antón García Abril. Bandas de cornetas y tambores de Sevilla. Saeteros: Naranjito de Triana, Pili del Castillo, Angelita Yruela, Peregil, Manuel Mairena
- Sonido: Stereo Dolby S.R. THX Sound System Program, Lucasfilm Ltd.
- Estudios de grabación de músicas: EMI Studios – Abbey Road Londres
- Estudios de sonorización y mezclas: Brent Walter Facilities, Elstree Studios
- Laboratorios: Fotofilm Madrid, Fotofilm Barcelona, Technicolor Londres
- Títulos y efectos ópticos: R. Greenberg Ass. New York

1990
- Título: Curro
- Soporte original: Rodaje cine 35mm.
- Soporte programa: Montaje cine 35mm.
- Sonido: Dolby Stereo
- Duración: 7 minutos 56 segundos
- Producción: Juan Lebrón, José López Rodero y Brian Harding
- Dirección: José Luis Borau
- Guion: José Luis Borau
- Música: Juan Antonio Arteche
- Versiones: español, inglés

1989
- Título: La Ciudad del Futuro
- Soporte original: Rodaje cine 35mm.
- Soporte programa: Edición Vídeo 1C
- Sonido: Dolby Stereo
- Duración: 8 minutos 53 segundos
- Producción: Juan Lebrón y Brian Harding
- Dirección: Javier Martín Domínguez
- Guion: Javier Martín Domínguez
- Música: Kaelo del Río y Librería
- Versiones: español, inglés, francés, italiano y alemán

1988
- Título: Sevilla Siempre
- Soporte original: Rodaje cine 35mm.
- Soporte programa: Montaje cine 35mm.
- Sonido: Dolby Stereo
- Duración: 12 minutos 35 segundos
- Producción: Juan Lebrón y Brian Harding
- Dirección: José Luis Borau
- Guion: José Luis Borau
- Música: Luis Cobos y Royal Philarmonic London Orchestra
- Versiones: español, inglés y francés

1988
- Título: Por Querencia, serie de 13 capítulos para Canal Sur Televisión
- Soporte original: Grabación Vídeo 1C
- Soporte programa: Edición Vídeo 1C
- Sonido: Stereo
- Duración: 35 minutos cada capítulo
- Producción: Juan Lebrón y Mercedes Alted
- Dirección: Paco Lobatón
- Guion: Paco Lobatón
- Música: Kaelo del Río
- Versiones: español

1988
- Título: La Cartuja
- Soporte original: Rodaje cine 35mm.
- Soporte programa: Edición Vídeo 1C
- Sonido: Stereo
- Duración: 7 minutos 10 segundos
- Producción: Juan Lebrón
- Dirección: José Luis Borau
- Guion: Jesús Torbado
- Música: José Nieto
- Versiones: español, inglés, francés, italiano y portugués

1988
- Título: Expo'92 en marcha abril 1988
- Soporte original: Rodaje cine 35mm.
- Soporte programa: Edición Vídeo 1C
- Sonido: Stereo
- Duración: 12 minutos 17 segundos
- Producción: Juan Lebrón
- Dirección: José Luis Borau
- Guion: Jesús Torbado
- Música: Luis Cobos
- Versiones: español, inglés, francés, italiano y portugués

1988
- Título: Cabecera Animación Logo Expo'92
- Soporte original: Rodaje cine 35mm.
- Soporte animación logo: Cine 35mm.
- Sonido: Digital
- Duración: 20 segundos
- Producción: Juan Lebrón
- Dirección: José Luis Borau
- Dirección artística: Javier Romero
- Música: Teddy Bautista
- Realización Animación: Estudios R. Greemberg ASS. Inc. Nueva York

1987
- Título: Expo'92 en marcha para el BIE (Bienal International des Expositions)
- Soporte original: Rodaje cine 35mm.
- Soporte programa: Edición Vídeo 1C
- Sonido: Stereo
- Duración: 9 minutos 30 segundos
- Producción: Juan Lebrón
- Dirección: Antonio J, Betancor
- Guion: Angeles Caso
- Música: Teddy Bautista
- Versiones: español, inglés, francés y árabe

1986
- Título: El Torcal de Antequera
- Soporte original: Rodaje cine 35mm.
- Soporte programa: Montaje cine 35mm.
- Sonido: Stereo
- Duración: 35 minutos
- Producción: Juan Lebrón
- Dirección: Antonio J, Betancor
- Guion: José María Martí Font y Carlos Villarrubia
- Música: Librería
- Versiones: español, inglés

### Datos sobre la repercusión de sus producciones
Televisiones de más de 70 países han emitido con éxito las producciones de Juan Lebrón. Incluidas cadenas de primer nivel mundial como la BBC británica y la NHK japonesa. La suma de las audiencias de todas las emisiones de dichas creaciones audiovisuales se calcula que sobrepasan los 250 millones de espectadores. De su edición en VHS o en DVD se han vendido cerca del millón y medio de unidades.
Las películas Sevillanas y 'Flamenco' fueron vistas en más de 50 festivales internacionales de cine entre los años 1995 y 1996. Se presentaron en: Cannes (Francia), Venecia (Italia), Nueva York (Estados Unidos), Montreal (Canadá), Londres (Reino Unido), Montreux (Suiza), Toronto (Canadá), San Sebastián (España), Camerimage (Polonia), La Habana (Cuba), Maspalomas (España). En 1996 se vio en los festivales de: Miami (Estados Unidos), Berlín (Alemania), Hong Kong, Estambul (Turquía), Chicago Latino (Estados Unidos), San Francisco (Estados Unidos), Jerusalem (Israel), Sud de Arles (Francia), Copenhague (Dinamarca), Malaposta (Portugal), Tampere (Finlandia).
En su comercialización en formato video VHS, 'Flamenco' fue la película española más vendida en Estados Unidos a través de internet, según datos de Amazon publicados el 23 de enero de 2004.
En su etapa de comercialización en video VHS, la película 'Sevillanas' vendió 387.000 ejemplares. La Sociedad General de Autores de España (SGAE) le concedió a 'Sevillanas' en 1995 el premio al vídeo más vendido de la historia del cine español.
La película 'Semana Santa', en su comercialización en video VHS en los años 1992 y 1993 vendió 135.000 ejemplares. Posteriormente, en el año 2004, se volvió a poner a la venta en DVD, en una edición digital restaurada y remasterizada en Londres, en los estudios The Mill, de Ridley Scott. A día de hoy el número de copias en VHS y DVD supera las 300.000 unidades.
La serie de televisión 'Andalucía es de cine' fue la más vista en España en 2006, con una cifra de audiencia del 15,7%, con una cuota de pantalla del 32%. Datos de Egeda, la Entidad de Gestión de Derechos de los Productores Audiovisuales.
Según datos de Sofres, 'Andalucía es de cine' acumuló desde 2003 a 2006 más de 550 millones de telespectadores
'Andalucía es de cine' encabezó en el portal Youtube a nivel mundial las búsquedas relacionadas con Andalucía. Más de cuarenta millones de visitas. Referencia de 2015.
En su comercialización en DVD, en una colección de diez discos, de la serie entera 'Andalucía es de cine' se han vendido más de 100.000 ejemplares.